# 厄爾 (科羅拉多州)
厄爾（英語：Earl）是位於美國科羅拉多州拉斯阿尼馬斯縣的一個非建制地區。該地的面積和人口皆未知。

## 地理
厄爾的座標為37°19′59″N 104°16′46″W / 37.33306°N 104.27944°W，而該地的平均海拔高度為1733米（即5686英尺）。